# Howard Jerome Keisler
Howard Jerome Keisler (né en 1936) est un mathématicien américain, professeur émérite à l'université du Wisconsin à Madison. Il est spécialisé en théorie des modèles et en analyse non standard.

## Biographie
Il réalise sa thèse, Ultraproducts and Elementary Classes (1961), sous la supervision d'Alfred Tarski à l'université de Californie à Berkeley.
En 2012, il devient membre de l'American Mathematical Society.

## Publications
- (en) Chen Chung Chang et H. J. Keisler, Continuous Model Theory, coll. « Annals of Mathematical Studies » (no 58), Princeton University Press, 1966, xii+165 pp.[2]
- (en) Model Theory for Infinitary Logic, North-Holland, 1971
- (en) C. C. Chang et H. J. Keisler, Model theory, coll. « Studies in Logic and the Foundations of Mathematics » (no 73), North-Holland, Amsterdam, 3e éd., 1990, xvi+650 pp.  (ISBN 0-444-88054-2)[3] ; 1re édition 1973[4], 2e édition 1977.
- (en) Elementary Calculus: An Infinitesimal Approach, Prindle, Weber & Schmidt, 1976/1986, [lire en ligne]
- (en) An Infinitesimal Approach to Stochastic Analysis, AMS Memoirs, 1984
- (en) H. J. Keisler et Joel Robbin, Mathematical Logic and Computability, McGraw-Hill, 1996
- (en) Sergio Fajardo et J. H. Keisler, Model Theory of Stochastic Processes, coll. « Lecture Notes in Logic », Association for Symbolic Logic, 2002